# العلاقات الألمانية العراقية
العلاقات العراقية الألمانية وهي العلاقات الدولية بين دولتي العراق ألمانيا، حيث توجد سفارة ألمانية في مدينة بغداد عاصمة العراق، وقنصلية في أربيل، ويوجد سفارة عراقية في مدينة برلين عاصمة ألمانيا، وقنصلية في مدينة فرانكفورت، ومن ضمن العلاقات أيضا وجود 84-150 ألف عراقي في ألمانيا.

## تاريخ العلاقات
كانت علاقات العراق مع ألمانيا الشرقية قوية وأكثر مما هي في ألمانيا الغربية وتطورت هذه العلاقة خصوصا في سنة 1969 وذلك عندما كان رئيس وزراء ألمانيا الشرقية أوتو فزنر، وكان بسبب علاقات العراق القوية مع الاتحاد السوفيتي أصبح العراق الدولة ال40 الذي يعترف بألمانيا الشرقية كدولة مستقلة والدولة الثالثة التي تقيم علاقات مع ألمانيا الشرقية، حيث ربط العراق بألمانيا الشرقية علاقات اقتصادية وثقافية.
ألمانيا مع روسيا والصين وفرنسا وبلجيكا وإيطاليا عارضت غزو العراق في 2003، كما عارضت طريقة إعدام الرئيس العراقي السابق صدام حسين.

### العلاقات بين إقليم كردستان العراق وألمانيا
هي علاقات ثنائية بين الطرفين. توجد لدى ألمانيا قنصلية عامة في أربيل منذ عام 2012، ولإقليم كردستان ممثل في برلين منذ عام 1992. وعُقد العديد من الاجتماعات رفيعة المستوى بين الطرفين، بما في ذلك زيارة الرئيس الكردي مسعود بارزاني إلى برلين في عام 2009، حيث التقى مع المستشارة الألمانية أنجيلا ميركل ووزير الخارجية فرانك فالتر شتاينماير. في عام 2014، وصف الرئيس بارزاني ألمانيا بأنها «أحد حلفاء إقليم كردستان المخلصين في الحرب ضد تنظيم الدولة الإسلامية».
في عام 1992، أقاموا مسؤولين كرد في العراق اتصالات مباشرة مع الحكومة الألمانية وإرسال بعثة خاصة إلى برلين. وعلاوة على ذلك، كان مهام البعثة يتركز على تنسيق المساعدات الإنسانية والإنمائية من ألمانيا إلى المنطقة الكردية في العراق، وإبلاغ الرأي العام الألماني ووسائل الإعلام حول الوضع العام في كردستان.

#### تعزيز العلاقات والمساعدات الألمانية إلى إقليم كردستان (2014-2017)
لمكافحة تقدم تنظيم الدولة الإسلامية إلى المناطق الكردية في العراق، قررت الحكومة الألمانية مساعدة المقاتلين الكرد (البيشمركة) عسكريا. تم إرسال أول مساعدات تحتوي على معدات عسكرية غير مميتة في أغسطس 2014. في أوائل سبتمبر من ذلك العام، أرسلت ألمانيا معدات قاتلة ودعم لوجستي بما في ذلك بنادق هجومية ومدافع رشاشة ومسدسات وأسلحة مضادة للدبابات وأجهزة رؤية ليلية وأجهزة راديو. المساعدات التي كانت كافية لتجهيز 4000 مقاتل كردي. كما أنشأت ألمانيا فريق اتصال عسكري في أربيل لتنسيق توزيع المساعدات. بلغ هذا التسليم 89 مليون دولار واستقبلته السلطات الكردية في 5 سبتمبر. في 28 سبتمبر 2014، ذهبت وزيرة الدفاع الألمانية أورسولا فون دير لين إلى أربيل وذكرت أن ألمانيا ستواصل دعم البيشمركة الكردية، وبدأ الجيش الألماني تدريب بعض من قوات البيشمركة في أكتوبر من ذلك العام.
في يناير / كانون الثاني 2015، زار وزير الدفاع فون دير ليين إقليم كردستان مرة أخرى وزار المعسكر الذي يتم فيه تدريب المقاتلين الكرد من قبل الجيش الألماني. خلال مؤتمر الأمن في ميونيخ في فبراير 2015، التقى بارزاني مع ميركل ووزير الدفاع الألماني فون دير لين لمناقشة المساعدات العسكرية للقوات الكردية. في مايو 2015، اختارت ألمانيا إرسال أكثر من 500 صاروخ و30 من مضادات للدبابات من طراز ميلان و30 قاذفة صواريخ، وصواريخ بانزيرفاست، وبنادق G-3 وG36 وذخيرة. من أبريل إلى مايو 2015، تم إرسال خمس طائرات محملة بالمساعدات العسكرية إلى إقليم كردستان. في أكتوبر / تشرين الأول 2015، صرح ديفيسي الوزير فون دير ليين أنه تم تدريب 4700 مقاتل كردي. في يناير 2016، افتتحت ألمانيا قاعدة تدريب في أربيل لتدريب المزيد من المقاتلين الكرد.
في أغسطس 2016، نظرت الحكومة الألمانية في إرسال المزيد من المساعدات العسكرية إلى إقليم كردستان، حيث صرح متحدث باسم وزارة الدفاع الألمانية بأنه تم إرسال 70 طناً من الأسلحة بالفعل. استلمت السلطات الكردية الشحنة في أوائل نوفمبر 2016. التقى وزير الخارجية الألماني سيجمار غبريال بالرئيس بارزاني في أبريل 2017 مشيدًا بجهود الكرد ضد تنظيم الدولة الإسلامية.